# Joachim Gernhuber
Joachim Gernhuber (* 18. Juli 1923 in Książ, Polen; † 17. Juli 2018 in Bonn) war ein deutscher Rechtswissenschaftler und Professor für Bürgerliches Recht, Deutsche Rechtsgeschichte, Handelsrecht und Privatrecht an der Universität Tübingen.

## Leben

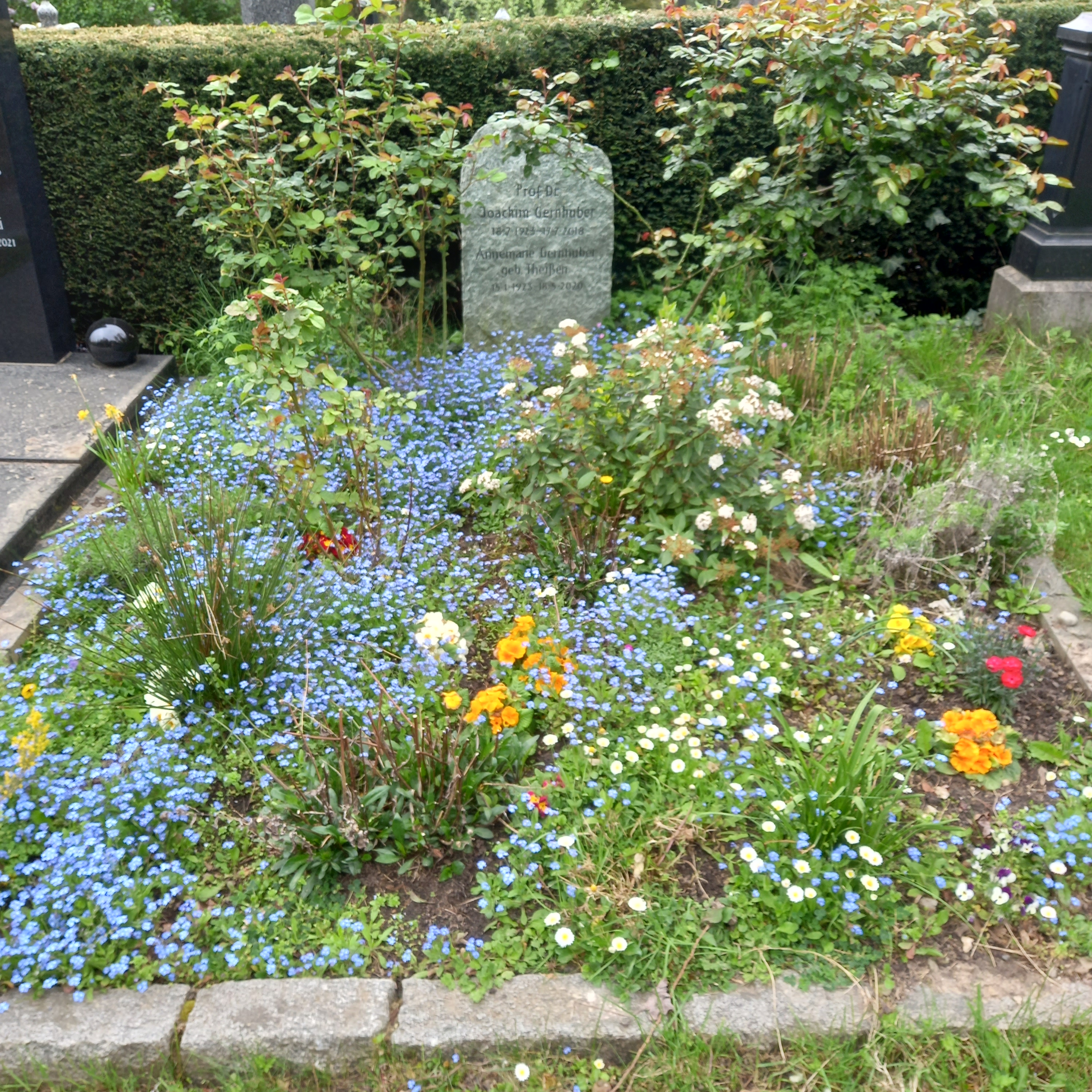
Das Grab von Joachim Gernhuber und seiner Ehefrau Annemarie geborene Theißen auf dem Poppelsdorfer Friedhof in Bonn

Der in Książ (dt. Xions) als Sohn eines Pfarrers geborene Joachim Gernhuber studierte Rechtswissenschaften an der Universität Jena. Das Studium musste er wegen der Einberufung zur Wehrmacht unterbrechen. Nach einer schweren Kriegsverletzung konnte er das Studium noch zu Kriegszeiten fortsetzen und 1944 an der Universität Jena die Erste Juristische Staatsprüfung absolvieren. 1947 wurde er in Jena mit der Untersuchung „Das Zwischenurteil im deutschen Zivilprozess“ zum Dr. iur. promoviert. 1948 schloss Gernhuber vor dem Oberlandesgericht Frankfurt am Main seine juristische Ausbildung mit dem Zweiten Juristischen Staatsexamen ab. Anschließend war er wissenschaftlicher Assistent an der Universität Bonn, wo er sich 1951 mit der Untersuchung „Die Landfriedensbewegung in Deutschland bis zum Mainzer Reichslandfrieden von 1235“ habilitierte. 
1955 nahm Gernhuber einen Ruf an die Christian-Albrechts-Universität zu Kiel an. 1959 wechselte er an die Eberhard Karls Universität Tübingen, wo er bis zu seiner Emeritierung 1988 den Lehrstuhl für Bürgerliches Recht, Deutsche Rechtsgeschichte, Handelsrecht und Privatrecht innehatte. In Tübingen wohnte er in der 1929 vom Architekten Ernst Breitling erbauten Villa an der Ecke Waldhäuser Straße/Im Schönblick. Er wurde mit dem Bundesverdienstkreuz 1. Klasse des Verdienstordens der Bundesrepublik Deutschland ausgezeichnet. 
Gernhuber ist Vater der 1951 geborenen Zivilrechts-Professorin Barbara Grunewald.

## Schriften
- Die Landfriedensbewegung in Deutschland bis zum Mainzer Reichslandfrieden von 1235 (= Bonner rechtswissenschaftliche Abhandlungen. H. 44, ZDB-ID 502603-9). Röhrscheid, Bonn 1952.
- Bürgerliches Recht. Ein systematischer Leitfaden in 50 Übersichten. Mohr, Tübingen 1976, ISBN 3-16-637851-0.
- Die Erfüllung und ihre Surrogate sowie das Erlöschen der Schuldverhältnisse aus anderen Gründen (= Handbuch des Schuldrechts in Einzeldarstellungen. Bd. 3). Mohr, Tübingen 1983, ISBN 3-16-644649-4 (2., neubearbeitete Auflage ebenda 1994, ISBN 3-16-145976-8).
- Das Schuldverhältnis. Begründung und Änderung, Pflichten und Strukturen, Drittwirkung (= Handbuch des Schuldrechts in Einzeldarstellungen. Bd. 8). Mohr, Tübingen 1989, ISBN 3-16-645497-7.
- Lehrbuch des Familienrechts. Beck, München u. a. 1964 (ab der 4., völlig neubearbeiteten Auflage ebenda 1994, ISBN 3-406-34755-X, mit Dagmar Coester-Waltjen; ab der 5., völlig neu bearbeiteten Auflage ebenda 2006, als: Familienrecht. ISBN 3-406-52594-6; 6., völlig neu bearbeitete Auflage, ebenda 2010, ISBN 978-3-406-59513-4).